# 盖恩贝格
盖恩贝格是奥地利上奥地利州因克赖斯地区里德县的一个市镇。总面积14平方公里，总人口1336人，人口密度95.4人/平方公里（2005年）。